# Syngnathus phlegon
Syngnathus phlegon е вид морска игла от семейство иглови (Syngnathidae).

## Разпространение и местообитание
Видът е разпространен в Албания, Алжир, Босна и Херцеговина, Гибралтар, Гърция (Егейски острови), Египет (Синайски полуостров), Израел, Испания (Балеарски острови и Северно Африкански територии на Испания), Италия (Сардиния и Сицилия), Кипър, Либия, Ливан, Малта, Мароко, Монако, Португалия, Сирия, Словения, Тунис, Турция, Франция (Корсика), Хърватия и Черна гора.
Обитава крайбрежията на океани и морета. Среща се на дълбочина около 206 m, при температура на водата около 14,7 °C и соленост 38,7 ‰.

## Описание
На дължина достигат до 20 cm.